# Christophe Rossignon
Pour les articles homonymes, voir Toussaint et Rossignon.
Christophe Rossignon, né le 26 novembre 1959 à Ohain (canton de Fourmies, Nord), est un producteur de cinéma et acteur français.

## Biographie
Fils d'agriculteur et ingénieur, il produit de 1990 à 1992 10 courts-métrages, dont ceux de Mathieu Kassovitz et de Trần Anh Hùng. Il produit ensuite leurs premiers longs-métrages à partir de 1992 au sein de la société Les Productions Lazennec (dont il devient actionnaire) : Métisse, La Haine, Assassin(s) de Mathieu Kassovitz, et L'Odeur de la papaye verte, Cyclo, À la verticale de l'été de Tran Anh Hung.
À partir de 1999, il produit de nombreux autres longs-métrages au sein de Nord-Ouest Films, société de production cinématographique qu'il fonde avec Philip Boëffard et qui intégrera en 2016 Pierre Guyard comme troisième producteur associé. Parmi ces films, Une hirondelle a fait le printemps de Christian Carion, Irréversible de Gaspar Noé, Jeux d'enfants de Yann Samuell, Joyeux Noël de Christian Carion, Je vais bien, ne t'en fais pas de Philippe Lioret, Azur et Asmar de Michel Ocelot, Welcome de Philippe Lioret ou encore La loi du marché de Stéphane Brizé et plus récemment Au nom de la terre d'Édouard Bergeon.
Il obtient le Prix Georges de Beauregard du Meilleur Jeune Producteur en 1993, le César du meilleur producteur pour La Haine et Cyclo en 1996, et le Prix du jeune producteur au festival de Valenciennes. En 2007, il se voit décerner l'Étoile d'Or du meilleur producteur, et en 2010 le Trophée du Film Français dans la catégorie Meilleur Duo Cinéma pour Welcome avec le réalisateur Philippe Lioret.
En 2010, il prend la suite de Alain Rocca à la direction du département Production de La Fémis, dont il devient co-directeur avec Pascal Caucheteux. Il exerce cette fonction durant 13 ans aux côtés de Jacqueline Borne, Christine Ghazarian et Pierre-Yves Jourdain, les responsables successifs du département.
En 2013, il est nommé chevalier de l'ordre des Arts et des Lettres par Aurélie Filippetti.
En 2015, il reçoit, conjointement avec son associé Philip Boëffard, le Valois Martin Maurel du meilleur producteur au Festival du Film Francophone d'Angoulême.
Le 2 novembre 2023, il est promu au grade d'officier de l'ordre des Arts et des Lettres par Rima Abdul Malak.
Christophe Rossignon est membre du collège de recommandation des films Art et Essai pour l'AFCAE. Avec sa société Nord-Ouest Films, il est membre de l'Union des Producteurs de Cinéma (UPC), d'Unifrance, de l'European Producers Club et du Conseil d'Administration de UniversCiné.

## Filmographie

### Producteur de courts métrages
- 1990 : Fierrot le Pou de Mathieu Kassovitz
- 1991 : Une scène, deux ménages de Valérie Dumont
- 1991 : Délits d'amour de Valérie Franco
- 1991 : Faux bourdon de Brice Cauvin
- 1991 : L'Exilé de James Canal
- 1991 : Ne plus jamais dormir de Bernar Hebert (coproduction canadienne)
- 1991 : Cauchemar blanc de Mathieu Kassovitz
- 1991 : La pierre de l'attente de Trần Anh Hùng
- 1992 : Assassins... de Mathieu Kassovitz
- 1992 : L'homme libre de Annette Dutertre (documentaire)

### Producteur de longs métrages

#### Filmographie au sein des Productions Lazennec
- 1993 : L'Odeur de la papaye verte[10] de Trần Anh Hùng
- 1993 : Métisse de Mathieu Kassovitz
- 1995 : La Haine[11] de Mathieu Kassovitz
- 1995 : Cyclo de Tran Han Hung
- 1997 : Assassin(s) de Mathieu Kassovitz
- 2000 : À la verticale de l'été de Trần Anh Hùng

#### Filmographie au sein de Nord-Ouest Films
- 2001 : Une hirondelle a fait le printemps de Christian Carion[12]
- 2002 : Irréversible de Gaspar Noé
- 2003 : Jeux d'enfants de Yann Samuell
- 2004 : Inquiétudes de Gilles Bourdos
- 2004 : L'Équipier de Philippe Lioret
- 2005 : Joyeux Noël de Christian Carion
- 2006 : Je vais bien, ne t'en fais pas de Philippe Lioret[13]
- 2006 : Azur et Asmar [14] de Michel Ocelot[15]
- 2007 : La Tête de maman de Carine Tardieu
- 2008 : Comme les autres de Vincent Garenq
- 2008 : Mes stars et moi de Lætitia Colombani
- 2009 : Welcome de Philippe Lioret
- 2009 : L'Affaire Farewell de Christian Carion
- 2010 : L'Âge de raison de Yann Samuell
- 2011 : Les contes de la nuit de Michel Ocelot
- 2011 : Présumé Coupable de Vincent Garenq
- 2011 : L'Ordre et la Morale[16] de Mathieu Kassovitz[17]
- 2013 : De toutes nos forces de Nils Tavernier
- 2014 : Maintenant ou jamais de Serge Frydman
- 2015 : L'Enquête de Vincent Garenq
- 2015 : La loi du marché de Stéphane Brizé
- 2015 : Le combat ordinaire de Laurent Tuel
- 2015 : En mai, fais ce qu'il te plaît de Christian Carion
- 2016 : Dans les forêts de Sibérie de Safy Nebbou
- 2016 : Éternité de Trần Anh Hùng
- 2016 : Ivan Tsarevitch et la Princesse changeante de Michel Ocelot
- 2017 : Mon garçon de Christian Carion
- 2018 : En Guerre de Stéphane Brizé
- 2018 : Dilili à Paris[18] de Michel Ocelot
- 2019 : Au nom de la terre[19] d'Édouard Bergeon
- 2021 : Délicieux d'Éric Besnard
- 2021 : Suprêmes d'Audrey Estrougo
- 2021 : Un autre monde de Stéphane Brizé
- 2022 : Le Pharaon, le Sauvage et la Princesse de Michel Ocelot
- 2023 : L'Astronaute de Nicolas Giraud
- 2024 : La Promesse verte d'Édouard Bergeon
- 2024 : Louise Violet[20] d'Éric Besnard
- 2025 : Une place pour Pierrot de Hélène Médigue

#### Co-productions de Nord-Ouest Films
- 2002 : Mon Idole de Guillaume Canet
- 2004 : La Femme de Gilles de Frédéric Fonteyne
- 2007 : J'aurais voulu être un danseur de Alain Berliner
- 2011 : Toutes nos envies de Philippe Lioret
- 2012 : Madame Solario de René Féret
- 2012 : Tango Libre de Frédéric Fonteyne
- 2013 : Les Âmes de papier de Vincent Lannoo
- 2021 : Le Genou d'Ahed de Nadav Lapid
- 2022 : Les Harkis de Philippe Faucon

### Producteur associé
- 2014 : Les Combattants de Thomas Cailley
- 2016 : Ce Sentiment de l'été de Mikhaël Hers
- 2018 : Si tu voyais son cœur de Joan Chemla
- 2018 : Ami-Ami de Victor Saint Macary
- 2018 : Amanda de Mikhaël Hers
- 2019 : Deux Fils de Félix Moati
- 2019 : J'irai où tu iras de Géraldine Nakache
- 2022 : Les Passagers de la nuit de Mikhaël Hers
- 2022 : Mi iubita, mon amour de Noémie Merlant
- 2023 : Le Règne animal de Thomas Cailley
- 2024 : Les Femmes au balcon de Noémie Merlant

### Acteur
- 1990 : Baby Blood  d'Alain Robak : le chauffeur de taxi
- 1990 : Le dernier théorème de Gilles Sévastos : un technicien
- 1991 : Les Arcandiers de Manuel Sanchez : un gendarme
- 1993 : Métisse de Mathieu Kassovitz : le chauffeur de taxi
- 1994 : Consentement mutuel de Bernard Stora : le client
- 1995 : La Haine de Mathieu Kassovitz : le chauffeur de taxi de nuit
- 1997 : Assassin(s) de Mathieu Kassovitz : le conducteur
- 1998 : Deux bananes flambées et l'addition de Gilles Pujol : un cadre
- 1998 : Le château d'eau de Christian Carion : un électricien
- 1998 : Alissa de Didier Goldschmidt : le conducteur (figurant)
- 1999 : Monsieur le député de Christian Carion : un homme politique
- 1999 : Extension du domaine de la lutte de Philippe Harel : Bernard, le collègue de bureau
- 1999 : Chili con carne de Thomas Gilou
- 2000 : Les Rivières pourpres[21] de Mathieu Kassovitz : un gendarme
- 2001 : Une hirondelle a fait le printemps de Christian Carion : un agriculteur
- 2002 : Irréversible de Gaspar Noé : un policier (figurant)
- 2002 : Mon idole de Guillaume Canet : le producteur
- 2002 : Filles perdues, cheveux gras de Claude Duty : le pharmacien
- 2003 : Jeux d'enfants de Yann Samuell : le docteur
- 2003 : Inquiétudes de Gilles Bourdos : le client
- 2004 : Narco de Tristan Aurouet et Gilles Lellouche : le chauffeur de bus
- 2005 : Tu vas rire, mais je te quitte de Philippe Harel : le banquier
- 2004 : L'Équipier de Philippe Lioret : un pompier
- 2005 : Joyeux Noël de Christian Carion : un militaire
- 2006 : Ne le dis à personne de Guillaume Canet : Policier de la crime
- 2006 : La Maison du bonheur de Dany Boon : un joueur du casino (non crédité)
- 2006 : Je vais bien, ne t'en fais pas de Philippe Lioret : un professeur
- 2007 : La Tête de maman de Carine Tardieu : le barman
- 2008 : Comme les autres de Vincent Garenq : le juge
- 2008 : Bienvenue chez les Ch'tis de Dany Boon : le serveur de la brasserie
- 2008 : Mes stars et moi de Lætitia Colombani : le serveur du Fouquet's
- 2008 : Cash d'Éric Besnard : le concierge
- 2009 : Welcome de Philippe Lioret : un policier (figurant)
- 2009 : L'Affaire Farewell de Christian Carion : un policier (figurant)
- 2010 : L'Âge de raison de Yann Samuell : L'huissier de justice
- 2011 : Rien à déclarer de Dany Boon : Le conducteur anglais
- 2011 : Les Contes de la nuit de Michel Ocelot : un évêque (voix)
- 2011 : Présumé Coupable de Vincent Garenq : le sous-procureur
- 2011 : L'Ordre et la Morale de Mathieu Kassovitz : un militaire
- 2011 : Toutes nos envies de Philippe Lioret : un témoin du tribunal (figurant)
- 2012 : Tango libre de Frédéric Fonteyne : un gardien de prison
- 2012 : Madame Solario de René Féret : Griset de Florel
- 2013 : Le Prochain Film de René Féret : le producteur
- 2013 : La grande boucle de Laurent Tuel : le représentant
- 2013 : De toutes nos forces de Nils Tavernier : directeur IronMan (figurant)
- 2014 : Les Combattants de Thomas Cailley : un militaire (figurant)
- 2014 : Maintenant ou jamais de Serge Frydman : le banquier
- 2015 : L'Enquête de Vincent Garenq : un juge (figurant)
- 2015 : Arnaud fait son deuxième film d'Arnaud Viard : le producteur
- 2015 : Anton Tchekhov - 1890 de René Féret : un bagnard
- 2015 : La loi du marché de Stéphane Brizé : l'employeur (voix)
- 2015 : Le combat ordinaire de Laurent Tuel : le médecin
- 2015 : En mai fais ce qu'il te plaît de Christian Carion : un capitaine de l'armée
- 2016 : Raid dingue de Dany Boon : un diplomate (figurant)
- 2017 : Les Ex de Maurice Barthélémy : le mari
- 2017 : Mon garçon[22] de Christian Carion : le directeur du centre
- 2019 : Au nom de la terre[19] d'Édouard Bergeon : le banquier
- 2021 : Délicieux d'Éric Besnard : laquais aux chandelles
- 2022 : Un autre monde de Stéphane Brizé : un Directeur de site
- 2022 : Une belle course de Christian Carion : Le président du tribunal
- 2023 : L'Astronaute de Nicolas Giraud : le grand-père de Jim
- 2024 : La Promesse verte de Edouard Bergeon : l'ambassadeur de France en Indonésie
- 2024 : Louise Violet de Eric Besnard : un paysan

### Doublage
- 2022 : Le Pharaon, le Sauvage et la Princesse : le marchand turc (La Princesse des roses et le Prince des beignets) (création de voix)

## Jurys
Il a été membre de plusieurs jurys de festivals de cinéma dont :
- 1998 : Festival Premiers Plans d'Angers
- 2003 : Festival du court, Pathé Boulogne
- 2009 : Arras Film Festival
- 2016 : Paris Courts Devant
- 2017 : Arras Film Festival
- 2021 : Festival International du Film de Saint-Jean-de-Luz
- 2024 : Festival International du Film Politique de Carcassonne

## Distinctions

### Décoration
- Chevalier de l'ordre des Arts et des Lettres
- Officier de l'ordre des Arts et des Lettres

### Récompenses
- 1993 : Prix Georges de Beauregard du Meilleur Jeune Producteur
- 1994 : César du meilleur premier film pour L'Odeur de la papaye verte de Trần Anh Hùng[23]
- 1994 : Nomination à l'Oscar du meilleur film en langue étrangère pour L'Odeur de la papaye verte de Trần Anh Hùng
- 1995 : Mostra de Venise 1995 : Lion d'or pour Cyclo de Trần Anh Hùng
- 1995 : Prix Discovery of the Year des Prix du cinéma européen pour La Haine de Mathieu Kassovitz [24]
- 1996 : César du meilleur producteur, César du meilleur film, Prix de la mise en scène du Festival de Cannes, Lumière du meilleur film pour La Haine de Mathieu Kassovitz
- 2006 : Nomination à l'Oscar du meilleur film en langue étrangère, au Golden Globe du meilleur film en langue étrangère[25] et au BAFTA du meilleur film en langue étrangère[26] pour Joyeux Noël de Christian Carion
- 2007 : Étoile d'or du producteur
- 2009 : Prix LUX 2009 du Parlement européen, Prix Panorama du jury œcuménique de la Berlinale 2009 pour Welcome de Philippe Lioret
- 2010 : Trophée du Film Français catégorie Meilleur Duo Cinéma avec Philippe Lioret pour Welcome
- 2015 : Valois Martin Maurel du meilleur producteur Festival du film francophone d'Angoulême avec son associé Philip Boëffard
- 2019 : César du meilleur film d'animation pour Dilili à Paris de Michel Ocelot[27]